# Roberto Aparici
Roberto Aparici (Buenos Aires, 29 de octubre de 1949) es educomunicador y analista de medios argentino-español. Pionero en el desarrollo de la educación mediática, la alfabetización informacional y activista en la búsqueda de otra educación fundamentada en las corrientes de la pedagogía crítica.

## Biografía
Estudió ciencias de la educación en la Universidad de Buenos Aires (UBA). En 1979 empieza su residencia en España y realiza estudios de doctorado en la Universidad Complutense. Obtuvo el doctorado en Educación la Universidad Nacional de Educación a Distancia (UNED), con su tesis El documento integrado, basada en las teorías constructivistas y el aprendizaje multimedia.
En España residió en Madrid y desarrolló una carrera académica en la Universidad Nacional de Educación a Distancia donde es profesor titular. Ha investigado  acerca de los campos de las narrativas digitales, la educomunicación XXI, la desinformación, posverdad y la alfabetización algorítmica. En este sentido, su activismo comunicacional y su investigación  se han orientado a vincular los campos de la comunicación y la educación como ejes de una pedagogía crítica, como motor de la democracia para el ejercicio de la ciudadanía. 
Ha sido editor de colecciones de libros académicos. En la editorial Gedisa dirigió la serie Comunicación Educativa y en Ediciones de la Torre la colección Medios de Comunicación y Enseñanza. 

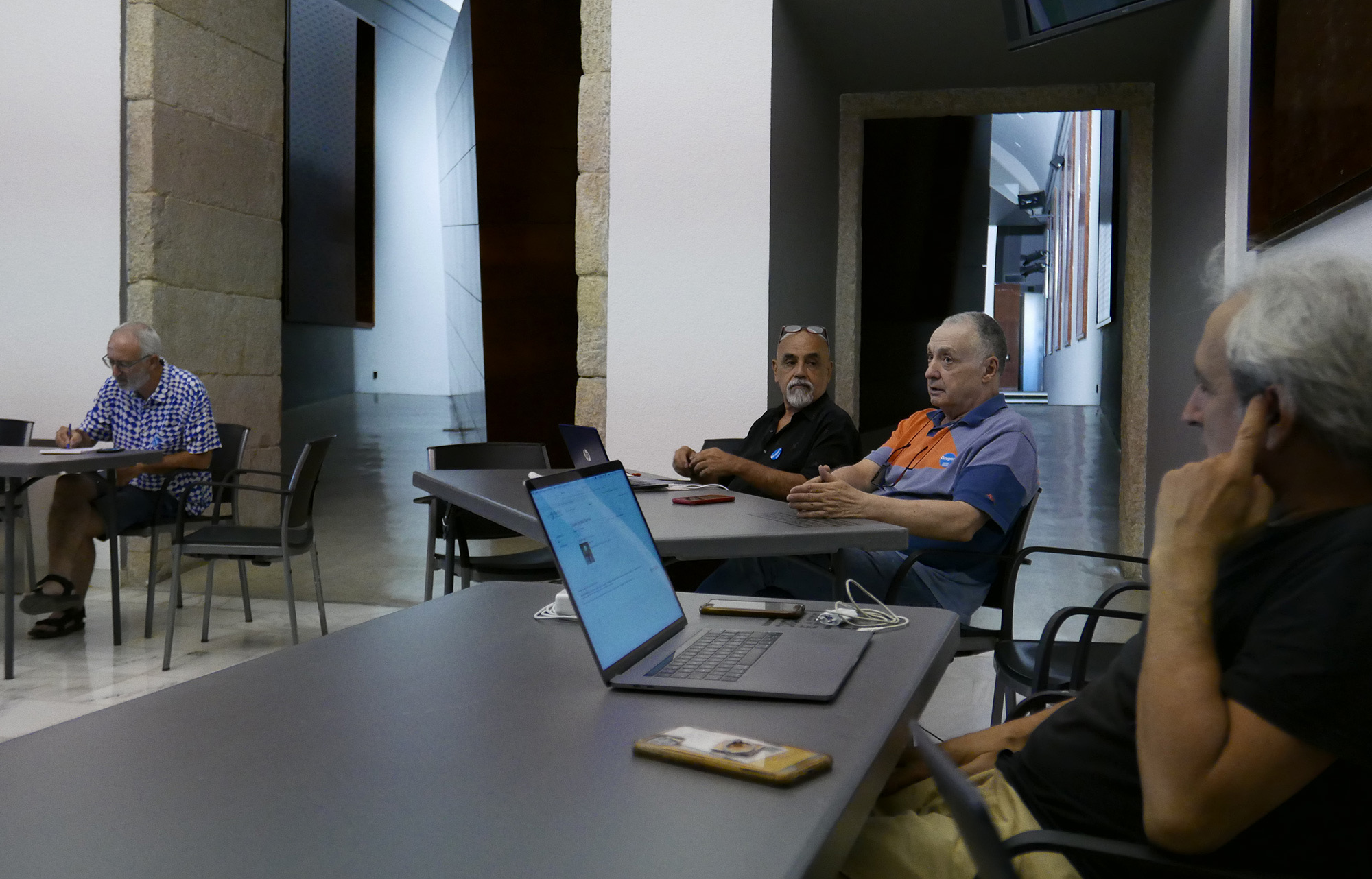
Roberto Aparici en un momento de un taller de edición en Wikipedia en el Museo Reina Sofía

Sus investigaciones sobre multimedia constituyen uno de los puntos de partida en el campo de la narrativa transmedia, término que define Henry Jenkins en su obra Convergence Culture. En 2015, bajo la coordinación de Roberto Aparici, la editorial Gedisa publicó Cultura transmedia. La creación de contenido y valor en una cultura en red, de Jenkins, una obra clave en el campo de la comunicación del siglo XXI. En 2017 publicó ¡Sonríe, te están puntuando! Narrativa digital interactiva en la era de Black Mirror, una obra que recoge las principales aportaciones de quienes son expertos en este campo, como Carlos Alberto Scolari, o el mismo Jenkins con el artículo "Espejo contra espejo oscuro".  
Es coordinador honorario de la Cátedra de Educomunicación Mario Kaplún “Hoy es mañana” del Centro Internacional de Estudios Superiores de Comunicación para América Latina (CIESPAL) desde el pasado 3 de mayo de 2023, con el objetivo de llevar a cabo proyectos y programaciones que enriquezcan el pensamiento crítico en comunicación.En esta cátedra ha publicado el libro "Hoy es mañana: De Mario Kaplún a la Educomunicación del siglo XXI", una obra que se convierte en un faro para nuevas investigaciones en comunicación, tecnologías y medios, adoptando una visión eco-educomunicativa.
También es director del máster de Periodismo Transmedia organizado por la agencia EFE y la UNED, que pretende el desarrollo de competencias específicas del entorno comunicativo digital en el que se desarrolla el periodismo de agencia, y el acceso a una auténtica especialización que capacite para el trabajo en medios digitales comprometidos con la información rigurosa.

## Influencias
Han influido en su obra autores como Michel Foucault, Pierre Bourdieu, Althusser, Jacques Derrida, Roland Barthes, Christian Metz o Margaret Mead. 
Desde la comunicación y frente a las teorías hegemónicas de la comunicación funcionalista, influyeron en su teoría y práctica de la educomunicación, los autores Jean Cloutier, Marshal McLuhan, Jesús Martín Barbero, Mario Kaplún, Daniel Prieto Castillo, y la autora Geneviève Jacquinot-Delaunay, quienes ofrecen planteamientos y perspectivas comunicativas originales e invitan a pensar otras posibles teorías y prácticas de la comunicación. En relación con la pedagogía han influido en su obra  Celestine Freinet, Paulo Freire, John Dewey, y los planteamientos de La teoría de la Resistencia de Henry Giroux. 

### Obra
- Lectura de imágenes.[16]
- La revolución de los medios audiovisuales: educación y nuevas tecnologías.[17]
- La construcción de la realidad en los medios de comunicación.[18]
- Educomunicación, más allá del 2.0. [19]
- Comunicar y educar en el mundo que viene.[20]
- La otra educación. Pedagogías críticas para el siglo XXI. [21]
- La posverdad: una cartografía de los medios, las redes y la política. [22]
- El algoritmo de la incertidumbre.[23]
- La invasión del algoritmo.[24]
- Hoy es mañana: De Mario Kaplún a la Educomunicación del siglo XXI.[25]
- 20 cartas para educar y comunicar a la generación EMIREC digital. CIESPAL.
- Colonización tecnológica, automatización de la colonización y eco-educomunicación. [26]